# Shannon Cole
Shannon Cole (Sydney, 1984. augusztus 4. –) ausztrál labdarúgó, jobbhátvéd. Jelenleg a Western Sydney Wanderers játékosa.

## Külső hivatkozások
- Ismertetője a transfermarkt.co.uk honlapján